# Canton de Franconville
Le canton de Franconville est un canton français composé de 1976 à 2014 de la seule commune de Franconville qui était son chef-lieu.
À la suite du redécoupage cantonal de 2014, les limites territoriales du canton sont remaniées. Le nombre de communes du canton passe de 1 à 2, intégrant Cormeilles-en-Parisis.

## Histoire
Lors de la création du département du Val-d'Oise en 1967 par scission de l'ancienne Seine-et-Oise, le canton de Franconville est institué lors du découpage cantonal de 1967 par le ministre de l'intérieur Christian Fouchet en vue des premières élections cantonales dans le Val-d'Oise la même année.
Il a fait l'objet d'une première modification en 1976 lors du redécoupage effectué par Michel Poniatowski alors ministre de l'intérieur, puis en 2014, lors du redécoupage cantonal de 2014 en France.

## Représentation

### Représentation avant 2015
Après la rénovation du centre-ville au début des années 1960, Franconville voit sa sociologie profondément modifiée. Les électeurs de Franconville choisissent des élus communistes.

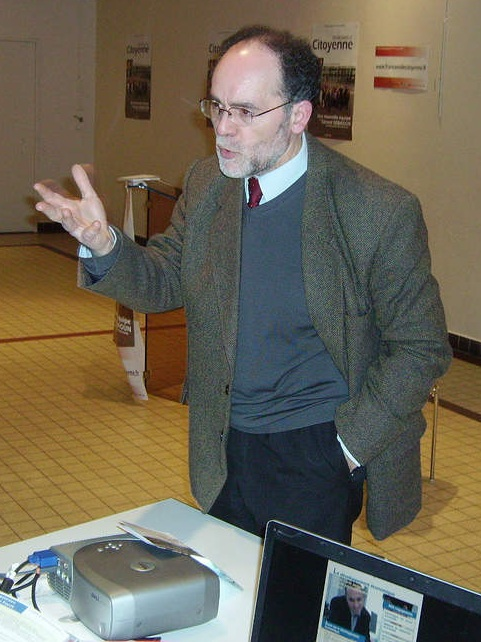
Gérard Sebaoun en 2008.

| Période                                  | Période | Identité                     | Étiquette       | Qualité |
| ---------------------------------------- | ------- | ---------------------------- | --------------- | --- |
| 1967                                     | 1973    | M. André Blondé              | UDR             | Maire de Franconville (1959-1977)                                                                             |
| 1973                                     | 1979    | Mme Annie Brunet             | PCF             | Maire de Franconville (1977-1983)                                                                             |
| 1979                                     | 1988    | M. Francis Delattre          | UDF-PR          | Attaché principal d'administration Maire de Franconville (1983-2018) Député (1986-2007), Sénateur (2011-2017) |
| 1988                                     | 2004    | M. René di Piazza            | UDF-PR puis UMP | Médecin Adjoint au maire de Franconville                                                                      |
| 2004                                     | 2011    | M. Gérard Sebaoun            | PS              | Médecin, conseiller municipal de Franconville Député (2012-2017)                                              |
| 2011                                     | 2015    | Mme Marie-Christine Cavecchi | UMP             | Militante associative Première adjointe au maire de Franconville                                              |
| Les données manquantes sont à compléter. |         |                              |                 | |

#### Gérard Sebaoun
Dans le cadre de son mandat départemental, il a mis en place le quotient familial pour la restauration scolaire dans les collèges du Val-d'Oise, en expérimentation dans 37 établissements à partir de la rentrée scolaire 2008/2009, puis généralisé à tous les collèges du département à la rentrée 2009/2010, faisant passer en deux ans le pourcentage de demi-pensionnaires de 47 % à 55 %. Il a contribué à la mise en place de la contractualisation avec les communes visant à encadrer le versement de subventions aux communes pour l'investissement et mettre fin à « une logique de guichet », l'estimant coûteuse pour les finances départementales. Il a également contribué à la réduction des subventions départementales pour les polices municipales et la vidéosurveillance et est opposé au subventionnement des polices municipales armées, il estime que ce ne sont pas aux collectivités locales de pallier les manques d'effectifs de la Police nationale.

### Représentation depuis 2015
| Période élective | Période élective | Mandat | Mandat   | Identité                 | Nuance | Nuance | Qualité |
| ---------------- | ---------------- | ------ | -------- | ------------------------ | ------ | ------ | --- |
| 2015             | 2021             | 2015   | 2021     | Yannick Boedec           |        | LR     | Ancien responsable logistique à la cité des Sciences Maire de Cormeilles-en-Parisis (2008 → ) Président de la CA du Parisis (2014 → 2015) Président de la CA Val Parisis (2016 → ) |
| 2015             | 2021             | 2015   | 2021     | Marie-Christine Cavecchi |        | LR     | Militante associative Première adjointe au maire de Franconville (2001 → ) Vice-présidente (2011 → 2017) puis présidente (2017 → ) du Conseil départemental                        |
| 2021             | 2028             | 2021   | en cours | Yannick Boëdec           |        | LR     | Maire de Cormeilles-en-Parisis (2008 → ) Président de la CA Val Parisis (2016 → )                                                                                                  |
| 2021             | 2028             | 2021   | en cours | Marie-Christine Cavecchi |        | LR     | Maire-adjointe de Franconville (2001 → ) |

### Résultats détaillés

#### Élection cantonale de mars 1979.
L'élection de 1979 est marquée par un scrutin extrêmement serré, puisque seulement trois voix séparent au second tour le vainqueur, Francis Delattre (U.D.F.-P.R.) et la conseillère sortante, Annie Brunet, maire communiste de Franconville.
L'élection est annulée par le Conseil d'État en janvier 1980 et des élections partielles se déroulent en juin/juillet 1980, qui présentent un fort enjeu puisque la défaite de Francis Delattre aurait fait basculer la majorité départementale dont le président est M. Pierre Salvi (U.D.P.-C.D.S.), n'avait été réélu en 1979 « par dix-huit voix contre dix-sept, au lendemain des élections cantonales de mars 1979, qu'à la défection de M. Christian Jessen, élu avec l'étiquette du M.R.G ».
| Candidat    | Parti | Premier tour   | Second tour    |
| Mme Brunet  | PC    | 3214 (31,68 %) | 5262 (49,99 %) |
| M. Demay    | PS    | 2003 (19,74 %) |                |
| M. Delattre | UDF   | 1741 (17,16 %) | 5265 (50,01 %) |
| M. Blondé   | DVD   | 1435 (14,14 %) |                |
| M. Bayer    | RPR   | 1368 (13,48 %) |                |
| M. Orget    | EXD   | 264 (2,60 %)   |                |
| M. Romani   | DVD   | 121 (1,19 %)   |                |

#### Élection cantonale de mars 1992
| Candidat             | Parti     | Premier tour    | Second tour     |
| M. Alain Tosser      | PC        | 761 (06,16 %)   |                 |
| M. Marcel Sanguin    | PS        | 1 796 (14,55 %) |                 |
| M. Fabrice David     | Les Verts | 2 352 (19,05 %) | 4 424 (43,13 %) |
| M. René di Piazza    | UDF       | 4 846 (39,25 %) | 5 604 (55,87 %) |
| M. Jean-Luc Mayenobe | FN        | 1 961 (15,88 %) |                 |
| M. Gérard Orget      | EXD       | 631 (05,11 %)   |                 |

Au premier tour, le nombre d'électeurs inscrits était de 20 345, la participation a été de 12 823 votants (63,03 %) et 7 522 électeurs se sont abstenus (36,97 %). Le nombre de bulletins blancs et nuls a été de 476 (3,72 %) et le nombre de bulletins exprimés a été de 12 347 (96,28 %).
Au second tour, le nombre d'électeurs inscrits était de 20 345, la participation a été de 10 688 votants (52,53 %) et 9 657 électeurs se sont abstenus (47,47 %). Le nombre de bulletins blancs et nuls a été de 657 (6,14 %) et le nombre de bulletins exprimés a été de 11 031 (93,86 %).
Surprise lors de ces élections : un candidat vert totalement inconnu sur le canton élimine tous les concurrents du conseiller général sortant (PR) M. Di Piazza. Son résultat  au second tour reste à ce jour le plus gros score (en nombre de suffrages) obtenu par un candidat vert à une élection cantonale.
Les verts corrigeront promptement cette anomalie inexplicable en excluant M. Fabrice David de leurs rangs.

#### Élection cantonale de  mars 1998
| Candidat                  | Parti     | Premier tour    | Second tour     |
| M. Jean-Louis Teyssandier | PCF       | 875 (08,47 %)   |                 |
| M. Joël Mazalaigue        | Les Verts | 2 591 (25,08 %) | 4 252 (47,96 %) |
| M. René di Piazza         | UDF-DL    | 3 054 (29,57 %) | 4 614 (52,04 %) |
| Mme Viviane Bétis         | DVD       | 947 (09,17 %)   |                 |
| M. Fabrice David          | Le Trèfle | 518 (05,02 %)   |                 |
| M. Jean-François Crestey  | FN        | 1 838 (17,79 %) |                 |
| M. Gérard Orget           | EXD       | 506 (04,90 %)   |                 |

Au premier tour, le nombre d'électeurs inscrits était de 20 654, la participation a été de 10 642 votants (51,33 %) et 10 012 électeurs se sont abstenus (48,67 %). Le nombre de bulletins blancs et nuls a été de 313 (2,95 %) et le nombre de bulletins exprimés a été de 10 329 (97,05 %).
Au second tour, le nombre d'électeurs inscrits était de 20 654, la participation a été de 9 363 votants (45,33 %) et 11 291 électeurs se sont abstenus (54,67 %). Le nombre de bulletins blancs et nuls a été de 497 (5,31 %) et le nombre de bulletins exprimés a été de 8 866 (94,69 %).
À la suite de l'éviction de M. Fabrice David des verts, c'est un candidat « vert » domicilié à Montélimar qui représentera les verts et le PS au premier tour des élections cantonales de 1998. Fabrice David se lance en dissident, et obtient à peine les 5 % des inscrits. Notons que le candidat verts-PS, M. Mazalaigue, obtient moins de voix avec le soutien du PS que M. David cinq ans plus tôt (et ceci au premier comme au second tour).

#### Élection cantonale de  mars 2004
| Candidat                   | Parti     | Premier tour    | Second tour     |
| M. Jean-Claude Paoli       | LO        | 351 (03,13 %)   |                 |
| Mme Michèle Auboin         | PC        | 521 (04,65 %)   |                 |
| M. Gérard Sebaoun          | PS        | 3 393 (30,29 %) | 5 894 (51,06 %) |
| M. Jesús Hernández Salinas | Les Verts | 438 (03,91 %)   |                 |
| M. René di Piazza          | UMP       | 4 242 (37,86 %) | 5 649 (48,94 %) |
| M. David Sergent           | Le Trèfle | 599 (05,35 %)   |                 |
| Mme Yveline Clément        | FN        | 1 659 (14,81 %) |                 |

Au premier tour, le nombre d'électeurs inscrits était de 19 699, la participation a été de 11 536 votants (58,56 %) et 8 163 électeurs se sont abstenus (41,44 %). Le nombre de bulletins blancs et nuls a été de 333 (2,89 %) et le nombre de bulletins exprimés a été de 11 203 (97,11 %).
Au second tour, le nombre d'électeurs inscrits était de 19 700, la participation a été de 12 219 votant (62,03 %) et 7 481 électeurs se sont abstenus (37,97 %). Le nombre de bulletins blancs et nuls a été de 676 (5,53 %) et le nombre de bulletins exprimés a été de 11 543 (94,47 %).
Rendu inéligible par décision de justice consécutive a une agression, Fabrice David, le responsable  du groupe local du « TREFLE » appelé « Franconville Écologie », présente David Sergent, écologiste conservateur et divers droite en tant que candidat. Son candidat réussit pleinement en distançant le candidat des verts qui n'obtient pas les 5 % des inscrits.

#### Élection cantonale de mars 2011
| Candidat                     | Parti | Premier tour    | Second tour     |
| M. Patrice Lavaud            | FG    | 548 (07,58 %)   |                 |
| M. Gérard Sebaoun            | PS    | 2 390 (33,07 %) | 3 571 (47,89 %) |
| Mme Marie-Christine Cavecchi | UMP   | 2 673 (36,98 %) | 3 886 (52,11 %) |
| M. Alexandre Simonnot        | FN    | 1 617 (22,37 %) |                 |

Au premier tour, le nombre d'électeurs inscrits était de 21 303, la participation a été de 7 368 votants (34,59 %) et 13 935 électeurs se sont abstenus (65,41 %). Le nombre de bulletins blancs et nuls a été de 140 (1,90 %) et le nombre de bulletins exprimés a été de 11 203 (98,10 %).
Au deuxième tour, le nombre d'électeurs inscrits était de 21 303, la participation a été de 7 829 votants (36,75 %) et 13 474 électeurs se sont abstenus (63,25 %). Le nombre de bulletins blancs et nuls a été de 372 (4,75 %) et le nombre de bulletins exprimés a été de 7 457 (95,25 %).
Gérard Sebaoun perd son siège lors de l'élection cantonale de 2011 face à Marie-Christine Cavecchi (UMP) avec 47,89 % des voix.

#### Élections de mars 2015
À l'issue du 1er tour des élections départementales de 2015, deux binômes sont en ballottage : Yannick Boedec et Marie-Christine Cavecchi (Union de la Droite, 46,62 %) et Anthony Arciero et Isabelle Rusin (FN, 23,62 %). Le taux de participation est de 42,46 % (15 612 votants sur 36 772 inscrits) contre 40,49 % au niveau départemental et 50,17 % au niveau national.
Au second tour, Yannick Boedec et Marie-Christine Cavecchi (Union de la Droite) sont élus avec 74,38 % des suffrages exprimés et un taux de participation de 41,66 % (10 439 voix pour 15 319 votants et 36 773 inscrits).
| Candidats                                        | Parti            | Premier tour         | Second tour           |
| M. Francis Allory & Mme Sylvie Bouhrara          | DVG              | 279 voix (1,84 %)    |                       |
| Mme Elodie Silva & M. Sébastien Ustase           | FN               | 3 576 voix (23,62 %) | 3 596 voix (25,62 %)  |
| Mme Anita Bernier & M. Antoine Raisseguier       | PS(soutien EELV) | 3 216 voix (21,64 %) |                       |
| Mme Michèle Aubouin & M. Samir Hamrouni          | FG               | 1 010 voix (6,67 %)  |                       |
| M. Yanick Boëdec et Mme Marie-Christine Cavecchi | UMP              | 7 059 voix (46,62 %) | 10 439 voix (74,38 %) |

#### Élections de juin 2021
Le premier tour des élections départementales de 2021 est marqué par un très faible taux de participation (33,26 % au niveau national). Dans le canton de Franconville, ce taux de participation est de 28,29 % (10 723 votants sur 37 899 inscrits) contre 26,57 % au niveau départemental. À l'issue de ce premier tour, deux binômes sont en ballottage : Yannick Boëdec et Marie-Christine Cavecchi (LR, 59,77 %) et Brigitte Henry - Autissier et Régis Macé (RN, 15,2 %),.
Le second tour des élections est marqué une nouvelle fois par une abstention massive équivalente au premier tour. Les taux de participation sont de 34,36 % au niveau national, 28,57 % dans le département et 30,38 % dans le canton de Franconville. Yannick Boëdec et Marie-Christine Cavecchi (LR) sont élus avec 84,11 % des suffrages exprimés (9 059 voix pour 11 516 votants et 37 907 inscrits),,,.

## Composition

### Composition de 1967 à 1976
À sa création le 20 juillet 1967, le canton de Franconville comprenait les communes de Franconville et de Montigny-lès-Cormeilles. La première élection cantonale a eu lieu les 24 septembre et 1er octobre 1967 et a été remportée par la communiste Annie Brunet.

### Composition de 1976 à 2015
À l'issue du redécoupage du 22 janvier 1976, le canton de Franconville n'était plus composé que de la seule commune de Franconville. La première élection cantonale faisant suite à ce découpage a lieu les 18 et 25 mars 1979. Francis Delattre y est élu au second tour, devançant la conseillère générale sortante de 3 voix.

### Composition depuis 2015
Le canton comprend désormais deux communes entières.
| Nom                                  | Code Insee | Intercommunalité | Superficie (km2) | Population (dernière pop. légale) | Densité (hab./km2) | Modifier                                    |
| ------------------------------------ | ---------- | ---------------- | ---------------- | --------------------------------- | ------------------ | ------------------------------------------- |
| Franconville (bureau centralisateur) | 95252      | CA Val Parisis   | 6,19             | 38 024 (2022)                     | 6 143              | modifier les données · modifier les données |
| Cormeilles-en-Parisis                | 95176      | CA Val Parisis   | 8,48             | 27 086 (2022)                     | 3 194              | modifier les données · modifier les données |
| Canton de Franconville               | 9510       |                  | 14,67            | 65 110 (2022)                     | 4 438              | modifier les données                        |

## Démographie

### Démographie avant 2015
| 1968   | 1975   | 1982   | 1990   | 1999   | 2006   | 2011   | 2012   |
| ------ | ------ | ------ | ------ | ------ | ------ | ------ | ------ |
| 16 205 | 24 231 | 32 948 | 33 802 | 33 497 | 32 988 | 33 512 | 33 196 |

### Démographie depuis 2015
En 2022, le canton comptait 65 110 habitants, en évolution de +8,45 % par rapport à 2016 (Val-d'Oise : +4 %, France hors Mayotte : +2,11 %).
| 2013   | 2018   | 2022   |
| ------ | ------ | ------ |
| 56 794 | 61 691 | 65 110 |